# خوسيه أنطونيو ميدينا
خوسيه أنطونيو ميدينا (بالإسبانية: José Antonio Medina Alvarado)‏ هو لاعب كرة قدم مكسيكي، ولد في 13 أغسطس 1996.